# مطار جورج بوش الدولي
مطار جورج بوش الدولي (بالإنجليزية: George Bush Intercontinental Airport) (إياتا: IAH، إيكاو: KIAH، معرف الموقع إف إيه إيه: IAH) أو (مطار هيوستن الدولي) هو مطار دولي يقع في مدينة هيوستن الآمريكية، ثاني أكبر منشأة طيران في ولاية تكساس الأمريكية وأحد أسرع المطارات الأمريكية نمواً، ومن أكبر مطارات العالم من حيث حركة الركاب. يبعد عن وسط مدينة هيوستن حوالي 23 ميلاً (37 كم) بين الطريق السريع 45 والطريق السريع 69 / طريق الولايات المتحدة السريع 59، المطار هو الخامس عشر الأكثر ازدحامًا في الولايات المتحدة من حيث إجمالي حركة الركاب.
أطلق عليه اسم جورج بوش نسبة إلى جورج بوش الأب رئيس الولايات المتحدة الأمريكية الواحد والأربعون وذلك في عام 1997. المطار مبني على مساحة 10000 فدان (40 كيلومترًا مربعًا) من الأراضي وبه خمسة مدارج. المطار هو أكبر مراكز شركة الخطوط الجوية المتحدة.

## نبذة تاريخية

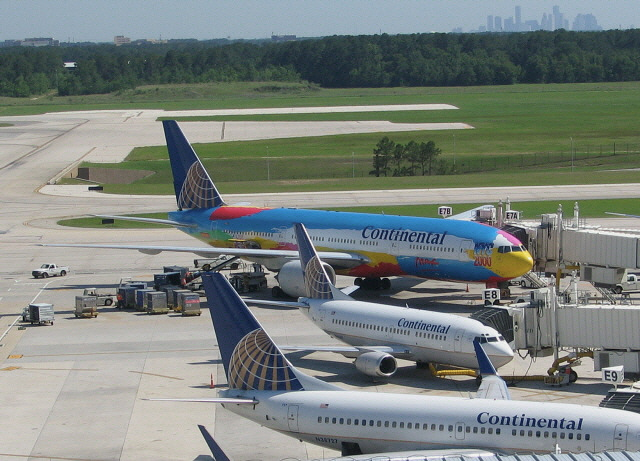
طائرة خطوط كونتننتال الجوية من طراز بوينغ 777 كما تظهر في مطار جورج بوش

تم استكمال الإنشاءات في المطار في عام 1969  ونقل جميع حركة الرحلات الجوية من مطار وليام هوبي إلى مطار جورج بوش (مطار هيوستن في ذلك الوقت) الدولي. واستخدم مطار وليام هوبي للرحلات الداخلية.
شمل التصميم الأساسي لمشروع المطار إنشاء مباني لصالات الركاب A,B، وفي عام 1981 اضيفت الصالة الثالثة C (صالة لويس كترر)، وافتتاح الصالة الرابعة D (صالة ميكي ليلاند) في عام 1990، كما اضيفت صالة رابعة للمطار في عام 2004 وسميت بالصالة E.
شهد 7 يناير 2009 إقلاع طائرة خطوط كونتيننتال الجوية من مطار جورج بوش باستخدام نوعية جديدة من الوقود عبارة عن خليط من وقود الطائرات وبعض المواد الحيوية كاول طائرة في الولايات المتحدة تقوم برحلة جوية باستخدام هذا النوع من الوقود.

## المنشأت الرئيسية للمطار
يحتوي المطار على خمس مبان لصالات الركاب، وتتوفر صالات خاصة مستقلة للطيران الخاص والرحلات السياحية، بالإضافة لبعض المنشآت الخاصة بوحدات الحرس الوطني الأمريكي.

### مبنى صالة الركاب A
أحد صالات الركاب التي تم تدشينها مع الافتتاح الرسمي للمطار بالتزامن مع الصالة B. تتكون من أربع وحدات بناء متشابهة.
في اواخر التسعينات تم إعادة تصميمها وتقسيمها إلى وحدات طولية لتحقيق الانسيابية في التشغيل. تتضمن الصالة عل عدد 20 بوابة سفر موزعة بالتساوى على الجهة الشمالية والجهة الجنوبية من الصالة.

### مبنى صالة الركاب B
أحد صالات الركاب التي تم تدشينها مع الافتتاح الرسمي للمطار بالتزامن مع الصالة A. تحتفظ الصالة بالتصميم الأساسي للمطار. تستخدم غالبا من قبل خطوط كونتيننتال الجوية لوجهات السفر قصيرة المدى. تتضمن الصالة 31 بوابة سفر عن طريق الممرات الهوائية. بالإضافة إلى 20 بوابة لمنطقة سلالم الطائرات.

### مبنى صالة الركاب C
تسمى بصالة لويس كترر نسبة إلى حاكم مدينة هيوستن لويس كترر خلال الفترة 1957-1963 تخليدا لدوره في إنشاء المطار. افتتحت الصالة في عام 1981 وهي مخصصة لرحلات خطوط طيران كونتيننتال الجوية للرحلات الداخلية. تتضمن الصالة علي 31 بوابة سفر.

### مبنى صالة الركاب D
تسمى بصالة ميكي ليلاند نسبة لعضو الكونغرس والناشط في مجال مكافحة الفقر ميكي ليلاند. افتتحت في عام 1990. تتحتضن الصالة جميع الرحلات الدولية لشركات الطيران ماعدا الرحلات الجوية الدولية لخطوط كونتيننتال الجوية والتي انتقلت إلى الصالة الجديدة E بمجرد افتتاحها. في عام 2007 بدأت سلطة المطار بإعادة تنظيم وتطوير الصالة بإنشاء وحدات جديدة لمكاتب وكالات السفر، وتوسعة منطقة معارض التجزئة والأسواق، وإضافة مساحات للمطاعم وناد صحي داخل المطار. تتضمن الصالة 12 بوابة سفر.

### مبنى صالة الركاب E
تم تخصيص هذه الصالة لجميع الرحلات الجوية لخطوط كونتيننتال الجوية الدولية بالإضافة لبعض الرحلات الداخلية. افتتحت في 2003 وتحتوي على 30 بوابة سفر.

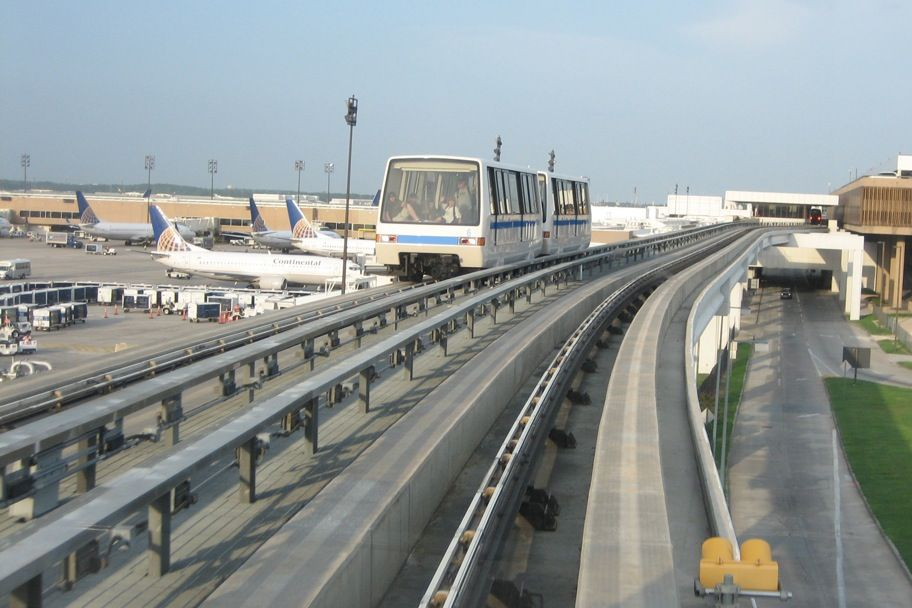
نظام نقل بالعربات بين الصالات

## شركات الطيران والوجهات

### الركاب
| شركـات طيـران                   | الوجهات | Refs   |
| ------------------------------- | --- | ------ |
| طيران المكسيك                   | مطار بينيتو خواريز الدولي | [ 12 ] |
| Aeroméxico Connect              | مطار بينيتو خواريز الدولي، مطار فيليبي أنجيليس الدولي | [ 13 ] |
| طيران كندا                      | مطار مونتريال الدولي، مطار تورونتو بيرسون الدولي، مطار فانكوفر الدولي | [ 14 ] |
| الخطوط الجوية الفرنسية          | مطار باريس شارل ديغول | [ 15 ] |
| طيران نيوزيلندا                 | مطار أوكلاند الدولي | [ 16 ] |
| خطوط آلاسكا الجوية              | مطار سياتل تاكوما الدولي | [ 17 ] |
| خطوط كل اليابان الجوية          | مطار طوكيو هانيدا الدولي | [ 18 ] |
| الخطوط الجوية الأمريكية         | مطار شارلوت دوغلاس الدولي، مطار أوهير الدولي، مطار دالاس فورت ورث الدولي، مطار لوس أنجلوس الدولي، مطار ميامي الدولي، مطار لاغوارديا، مطار فيلادلفيا الدولي، مطار فينيكس سكاي هاربر الدولي | [ 19 ] |
| إمريكان إيغل                    | مطار أوهير الدولي، مطار دالاس فورت ورث الدولي، مطار لوس أنجلوس الدولي، مطار ميامي الدولي، مطار لاغوارديا، مطار فيلادلفيا الدولي، مطار فينيكس سكاي هاربر الدولي | [ 19 ] |
| أفيانكا السلفادور               | مطار إل سلفادور الدولي | [ 20 ] |
| الخطوط الجوية البريطانية        | مطار لندن هيثرو | [ 21 ] |
| خطوط دلتا الجوية                | مطار هارتسفيلد جاكسون، مطار ديترويت، مطار لوس أنجلوس الدولي، مطار منيابولس-سنت بول الدولي، مطار لاغوارديا، مطار سولت ليك سيتي الدولي | [ 22 ] |
| طيران الإمارات                  | مطار دبي الدولي | [ 23 ] |
| إيفا للطيران                    | مطار تايوان تاويوان الدولي | [ 24 ] |
| خطوط فرونتير الجوية             | مطار هارتسفيلد جاكسون، مطار دنفر الدولي، مطار هاري ريد الدولي، مطار أورلاندو الدولي موسمي: Cancún، مطار فيلادلفيا الدولي، مطار فينيكس سكاي هاربر الدولي، Raleigh/Durham | [ 27 ] |
| خطوط جيت بلو الجوية             | مطار لوجان الدولي، مطار جون إف كينيدي الدولي | [ 28 ] |
| الخطوط الجوية الملكية الهولندية | مطار سخيبول أمستردام | [ 29 ] |
| لوفتهانزا                       | مطار فرانكفورت | [ 30 ] |
| الخطوط الجوية القطرية           | مطار حمد الدولي | [ 31 ] |
| الخطوط الجوية السنغافورية       | مطار مانشستر، مطار شانغي سنغافورة | [ 32 ] |
| خطوط ساوث ويست الجوية           | مطار ميدواي الدولي، Dallas–Love، مطار دنفر الدولي، مطار هاري ريد الدولي، مطار ناشفيل الدولي، مطار أورلاندو الدولي، مطار فينيكس سكاي هاربر الدولي موسمي: مطار تامبا الدولي | [ 34 ] |
| خطوط سبيريت الجوية              | مطار هارتسفيلد جاكسون، مطار بالتيمور واشنطن الدولي، مطار لوجان الدولي، Cancún، مطار أوهير الدولي، مطار دنفر الدولي، مطار ديترويت، Fort Lauderdale ‏، Guatemala City، مطار هاري ريد الدولي، مطار لوس أنجلوس الدولي، مطار ميامي الدولي، مطار نيوآرك ليبرتي الدولي، مطار نيو اورليانز لويس أرمسترونغ الدولي، مطار لاغوارديا، مطار أورلاندو الدولي، مطار فيلادلفيا الدولي، Puerto Vallarta ‏، مطار سان دييغو الدولي، San Pedro Sula ‏، مطار إل سلفادور الدولي، مطار تامبا الدولي موسمي: Myrtle Beach ‏، مطار أوكلاند الدولي (الولايات المتحدة)، San José del Cabo ‏، مطار كوماياغوا الدولي | [ 37 ] |
| خطوط بلاد الشمس الجوية          | موسمي: مطار هاري ريد الدولي، مطار منيابولس-سنت بول الدولي (جميعها ستنتهي في 26 نوفمبر 2023) | [ 39 ] |
| الخطوط الجوية التركية           | مطار إسطنبول الدولي | [ 40 ] |
| الخطوط الجوية المتحدة           | مطار سخيبول أمستردام، مطار الملكة بياتريس الدولي، مطار هارتسفيلد جاكسون، مطار أوستن برغستروم الدولي، مطار بالتيمور واشنطن الدولي، Belize City ‏، مطار إلدورادو الدولي، بونير، مطار لوجان الدولي، مطار منيسترو بيستاريني الدولي، مطار كالغاري الدولي، Cancún، مطار شارلوت دوغلاس الدولي، مطار أوهير الدولي، Cincinnati، Cleveland، Cozumel، مطار دالاس فورت ورث الدولي، مطار دنفر الدولي، مطار ديترويت، Fort Lauderdale ‏، Fort Myers ‏، مطار فرانكفورت، مطار أوين روبرتس الدولي، Grand Rapids ‏، Greenville/Spartanburg، مطار غوادالاخارا الدولي، Guatemala City، مطار خوسيه مارتي الدولي، مطار هونولولو الدولي، مطار جاكسونفيل الدولي، Kansas City ‏، مطار هاري ريد الدولي، León/Del Bajío ‏، Liberia (CR) ‏، مطار خورخي تشافيز الدولي، مطار لندن هيثرو، مطار لوس أنجلوس الدولي، Louisville، مطار أوغوستو ساندينو الدولي، McAllen، مطار ممفيس الدولي، Mérida، مطار بينيتو خواريز الدولي، مطار ميامي الدولي، Midland/Odessa، Milwaukee، مطار سانجستر الدولي، Monterrey، مطار ميونخ الدولي، مطار ناشفيل الدولي، مطار نيوآرك ليبرتي الدولي، مطار نيو اورليانز لويس أرمسترونغ الدولي، مطار لاغوارديا، Orange County ‏، مطار أورلاندو الدولي، مطار توكومين الدولي، Pensacola، مطار فيلادلفيا الدولي، مطار فينيكس سكاي هاربر الدولي، مطار بورتلاند الدولي، Port of Spain، Puerto Vallarta ‏، Punta Cana ‏، Querétaro، مطار ماريسكال سوكري الدولي، Raleigh/Durham، Richmond، مطار ريو دي جانيرو الدولي، Roatán، Sacramento، مطار سولت ليك سيتي الدولي، مطار سان أنطونيو الدولي، مطار سان دييغو الدولي، مطار سان فرانسيسكو الدولي، مطار سان خوسيه الدولي، مطار خوان سانتاماريا الدولي، San José del Cabo ‏، مطار لويس مارين مونيوز، San Luis Potosí ‏، San Pedro Sula ‏، مطار إل سلفادور الدولي، مطار أرتورو ميرينو بينيتيز الدولي، مطار غواروليوس الدولي، مطار سياتل تاكوما الدولي، مطار سانت لويس الدولي، مطار تامبا الدولي، مطار كوماياغوا الدولي، مطار ناريتا الدولي، مطار تورونتو بيرسون الدولي، Veracruz، مطار واشنطن دولس الدولي، مطار رونالد ريغان الوطني موسمي: Albuquerque، مطار تيد ستيفنز أنكوراج الدولي، Bozeman، Charleston (SC) ‏، Columbus–Glenn، Des Moines ‏، Eagle/Vail، El Paso ‏، Hayden/Steamboat Springs ‏، مطار إنديانابوليس الدولي، Jackson Hole ‏، Key West ‏ (تبدأ في 21 ديسمبر 2023)، مطار منيابولس-سنت بول الدولي، Nassau، Norfolk، Oklahoma City ‏، Omaha، Ontario، Palm Springs ‏، مطار بيتسبرغ الدولي ‏، Providenciales، مطار رينو تاهو الدولي، St. Thomas ‏، مطار سيدني، مطار توسان الدولي، Tulsa، مطار فانكوفر الدولي، مطار بالم بيتش الدولي، Wichita | [ 43 ] |
| United Express                  | Acapulco، Aguascalientes، Albuquerque، Amarillo، مطار هارتسفيلد جاكسون، مطار أوستن برغستروم الدولي، Baton Rouge ‏، Birmingham (AL) ‏، Boise، Brownsville/South Padre Island ‏، Charleston (SC) ‏، مطار شارلوت دوغلاس الدولي، Cincinnati، Cleveland، Colorado Springs ‏، Columbia (SC) ‏، Columbus–Glenn، Corpus Christi ‏، مطار دالاس فورت ورث الدولي، Des Moines ‏، مطار ديترويت، El Paso ‏، Fayetteville/Bentonville، Greenville/Spartanburg، مطار غوادالاخارا الدولي، Gulfport/Biloxi، Harlingen، Hartford (تستأنف في 31 مارس 2024)، Hattiesburg/Laurel (MS) ‏، مطار خوسيه مارتي الدولي، Hobbs، مطار هنتسفيل الدولي، مطار إنديانابوليس الدولي، Ixtapa/Zihuatanejo، Jackson (MS) ‏، مطار جاكسونفيل الدولي، Kansas City ‏، Knoxville، Lafayette، Lake Charles ‏، Laredo، León/Del Bajío ‏، Lincoln، مطار ليتل روك الدولي، Louisville، Lubbock، Manzanillo، McAllen، مطار ممفيس الدولي، Meridian (MS) ‏، Midland/Odessa، Milwaukee، مطار منيابولس-سنت بول الدولي، مطار موبيل الإقليمي، Monterrey، Morelia، مطار ناشفيل الدولي، مطار نيو اورليانز لويس أرمسترونغ الدولي، مطار لاغوارديا، Norfolk، Oaxaca، Oklahoma City ‏، Omaha، Ontario، Panama City (FL) ‏، Pensacola، مطار بيتسبرغ الدولي ‏، Puebla، Querétaro، Raleigh/Durham، مطار رينو تاهو الدولي، Richmond، مطار سولت ليك سيتي الدولي، مطار سان أنطونيو الدولي، San Luis Potosí ‏، Sarasota، Savannah، Shreveport، Springfield/Branson، مطار سانت لويس الدولي، Tampico، مطار تورونتو بيرسون الدولي، مطار توسان الدولي، Tulsa، Victoria (TX) ‏، مطار رونالد ريغان الوطني، Wichita موسمي: Aspen، Bozeman، Durango (CO) ‏، Glacier Park/Kalispell ‏، Gunnison/Crested Butte ‏، Key West ‏، Mazatlán، Montrose، Nassau، Palm Springs ‏، مطار فيلادلفيا الدولي، مطار فينيكس سكاي هاربر الدولي، Rapid City ‏، مطار سان خوسيه الدولي | [ 43 ] |
| Viva Aerobus                    | León/Del Bajío ‏، مطار بينيتو خواريز الدولي، Monterrey موسمي: مطار غوادالاخارا الدولي، Querétaro (تبدأ في 2 ديسمبر 2023) | [ 47 ] |
| Volaris                         | مطار غوادالاخارا الدولي، مطار بينيتو خواريز الدولي | [ 48 ] |
| Volaris El Salvador             | مطار إل سلفادور الدولي | [ 48 ] |
| ويست جت إيرلاينز ‏               | مطار كالغاري الدولي | [ 49 ] |

### الشحن
| شركـات طيـران            | الوجهات | Refs   |
| ------------------------ | --- | ------ |
| AeroLogic                | مطار فرانكفورت، مطار تورونتو بيرسون الدولي |        |
| AirBridgeCargo Airlines ‏ | مطار تيد ستيفنز أنكوراج الدولي، مطار سخيبول أمستردام، مطار أوهير الدولي، مطار لوس أنجلوس الدولي، مطار شيريميتييفو الدولي، مطار شانغهاي بودنغ الدولي (جميعها معلقة)                     |        |
| الخطوط الجوية الفرنسية   | مطار بينيتو خواريز الدولي، مطار باريس شارل ديغول |        |
| Amazon Air               | مطار بالتيمور واشنطن الدولي، Cincinnati، مطار ميامي الدولي، مطار بورتلاند الدولي، Riverside                                                                                            |        |
| Ameristar Air Cargo ‏     | Laredo، مطار منيابولس-سنت بول الدولي |        |
| Baron Aviation Services  | مطار إستر وود |        |
| خطوط كال للشحن الجوي     | مطار هارتسفيلد جاكسون، مطار لييج | [ 50 ] |
| كارغولوكس                | مطار هارتسفيلد جاكسون، مطار دالاس فورت ورث الدولي، Glasgow–Prestwick، مطار غوادالاخارا الدولي، مطار لوكسمبورغ، مطار بينيتو خواريز الدولي، مطار ميامي الدولي، مطار جون إف كينيدي الدولي |        |
| كاثي باسيفيك             | مطار تيد ستيفنز أنكوراج الدولي، مطار دالاس فورت ورث الدولي، مطار هونغ كونغ الدولي، مطار ميامي الدولي                                                                                   |        |
| الخطوط الجوية الصينية    | مطار تيد ستيفنز أنكوراج الدولي، مطار أوهير الدولي، مطار ميامي الدولي |        |
| دي إتش إل للطيران        | Cincinnati، مطار هنتسفيل الدولي، مطار نيو اورليانز لويس أرمسترونغ الدولي |        |
| الإمارات للشحن الجوي     | مطار سخيبول أمستردام، مطار بروكسل الدولي، مطار كوبنهاغن، مطار آل مكتوم الدولي، مطار بينيتو خواريز الدولي، مطار سرقسطة                                                                  |        |
| فيديكس إكسبرس            | El Paso ‏، Fort Worth/Alliance ‏، مطار إنديانابوليس الدولي، مطار ممفيس الدولي، مطار نيو اورليانز لويس أرمسترونغ الدولي                                                                   |        |
| طيران كاليتا             | مطار ميامي الدولي |        |
| لوفتهانزا للشحن          | مطار فرانكفورت، مطار تورونتو بيرسون الدولي |        |
| Martinaire               | Addison، مطار سان أنطونيو الدولي |        |
| الخطوط الجوية القطرية    | مطار حمد الدولي، مطار لييج، مطار لوكسمبورغ، مطار ماكاو الدولي، مطار بينيتو خواريز الدولي                                                                                               |        |
| الخطوط الجوية التركية    | مطار إسطنبول الدولي، مطار مدريد باراخاس الدولي، مطار ميامي الدولي | [ 51 ] |
| خطوط يو بي إس الجوية     | مطار أوستن برغستروم الدولي، مطار شيكاغو روكفورد الدولي، مطار دالاس فورت ورث الدولي، Louisville، Ontario (CA)، مطار سان أنطونيو الدولي                                                  |        |

## الإحصائيات

### أهم الوجهات
| الرتبة | المدينة                    | الركاب  | الناقل                              |
| ------ | -------------------------- | ------- | ----------------------------------- |
| 1      | مطار دنفر الدولي           | 802,000 | فرونتير، ساوث ويست، سيبريت، المتحدة |
| 2      | مطار لوس أنجلوس الدولي     | 777,000 | الأمريكية، سيبريت، المتحدة          |
| 3      | مطار أوهير الدولي          | 706,000 | الأمريكية، سيبريت، المتحدة          |
| 4      | مطار هارتسفيلد جاكسون      | 645,000 | دلتا، سيبريت، المتحدة               |
| 5      | مطار هاري ريد الدولي       | 631,000 | فرونتير، ساوث ويست، سيبريت، المتحدة |
| 6      | مطار دالاس فورت ورث الدولي | 591,000 | الأمريكية، المتحدة                  |
| 7      | مطار نيوآرك ليبرتي الدولي  | 579,000 | سيبريت، المتحدة                     |
| 8      | مطار أورلاندو الدولي       | 550,000 | فرونتير، ساوث ويست، سيبريت، المتحدة |
| 9      | مطار سان فرانسيسكو الدولي  | 527,000 | المتحدة                             |
| 10     | مطار لاغوارديا             | 461,000 | الأمريكية، دلتا، سيبريت، المتحدة    |

| الرتبة | المدينة                     | الركاب  | الناقل                                    |
| ------ | --------------------------- | ------- | ----------------------------------------- |
| 1      | مطار بينيتو خواريز الدولي   | 881,321 | المكسيكية، المتحدة، فيفا إيروباص، فولاريس |
| 2      | Cancún، Mexico              | 806,151 | فرونتير، سيبريت، بلاد الشمس، المتحدة      |
| 3      | مطار إل سلفادور الدولي      | 413,648 | إيفانكا السلفادور، سيبريت، المتحدة        |
| 4      | Monterrey، Mexico           | 337,885 | المتحدة، فيفا إيروباص                     |
| 5      | مطار فرانكفورت              | 318,490 | لوفتهانزا، المتحدة                        |
| 6      | مطار لندن هيثرو             | 307,127 | البريطانية، المتحدة                       |
| 7      | مطار غوادالاخارا الدولي     | 300,323 | المتحدة، فيفا إيروباص، فولاريس            |
| 8      | Guatemala City، Guatemala   | 271,414 | سيبريت، المتحدة                           |
| 9      | مطار خوان سانتاماريا الدولي | 249,531 | المتحدة                                   |
| 10     | San José del Cabo، Mexico ‏  | 246,345 | المتحدة                                   |
| 11     | مطار سخيبول أمستردام        | 210,560 | الملكية الهولندية، المتحدة                |
| 12     | Liberia، Costa Rica ‏        | 197,991 | المتحدة                                   |
| 13     | مطار إسطنبول الدولي         | 197,815 | التركية                                   |
| 14     | مطار تورونتو بيرسون الدولي  | 195,164 | طيران كندا، المتحدة                       |
| 15     | Guanajuato، Mexico ‏         | 186,181 | المتحدة                                   |
| 16     | مطار حمد الدولي             | 186,020 | القطرية                                   |
| 17     | مطار توكومين الدولي         | 185,860 | المتحدة                                   |
| 18     | San Pedro Sula، Honduras ‏   | 180,122 | سيبريت، المتحدة                           |
| 19     | Belize City، Belize ‏        | 172,858 | المتحدة                                   |
| 20     | Puerto Vallarta، Mexico ‏    | 162,352 | المتحدة                                   |

### أكبر الشركات
| الرتبة | الناقل                  | الركاب     | الحصة  |
| ------ | ----------------------- | ---------- | ------ |
| 1      | الخطوط الجوية المتحدة   | 16,287,000 | 53.74% |
| 2      | Mesa Airlines           | 2,706,000  | 8.93%  |
| 3      | خطوط سبيريت الجوية      | 2,316,000  | 7.64%  |
| 4      | SkyWest Airlines        | 1,712,000  | 5.65%  |
| 5      | الخطوط الجوية الأمريكية | 1,630,000  | 5.38%  |
| 6      | آخرى                    | 5,656,000  | 18.66% |

### عدد الركاب
شاهد source Wikidata query and sources.
| السنة | المسافرون  | السنة | المسافرون  | السنة | المسافرون  | السنة | المسافرون  |
| ----- | ---------- | ----- | ---------- | ----- | ---------- | ----- | ---------- |
| 1987  | 15,388,667 | 1997  | 28,678,153 | 2007  | 42,998,040 | 2017  | 40,696,216 |
| 1988  | 15,109,521 | 1998  | 31,017,804 | 2008  | 41,708,580 | 2018  | 43,807,539 |
| 1989  | 16,013,660 | 1999  | 33,051,248 | 2009  | 40,007,354 | 2019  | 45,264,059 |
| 1990  | 17,515,813 | 2000  | 35,251,372 | 2010  | 40,479,569 | 2020  | 18,217,267 |
| 1991  | 18,127,395 | 2001  | 34,763,443 | 2011  | 40,187,442 | 2021  | 33,677,118 |
| 1992  | 19,349,310 | 2002  | 33,913,759 | 2012  | 39,890,756 | 2022  | 40,977,839 |
| 1993  | 20,173,941 | 2003  | 34,208,170 | 2013  | 39,625,358 |       |            |
| 1994  | 22,456,792 | 2004  | 36,513,098 | 2014  | 40,302,345 |       |            |
| 1995  | 24,690,166 | 2005  | 39,716,583 | 2015  | 43,023,224 |       |            |
| 1996  | 26,460,192 | 2006  | 42,550,432 | 2016  | 41,692,372 |       |            |

## وصلات خارجية
- سلطة مطار هيوستن — مطار بوش الدولي
- سلطة مطار هيوستن — مطارات هيوستن اليوم